# Herbert Pankau
Herbert Pankau (né à Flatow, le 4 octobre 1941 et mort le 25 juillet 2025) est un footballeur est-allemand qui évolue au poste de milieu de terrain. 
Il est médaillé de bronze aux Jeux olympiques de 1964.